# Ljubow Sergejewna Popowa

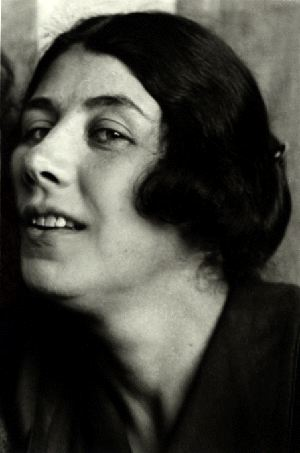
Popowa (vor 1920)

Ljubow Sergejewna Popowa (russisch Любовь Сергеевна Попова, wiss. Transliteration Ljubov' Sergeevna Popova; * 24. Apriljul. / 6. Mai 1889greg. in Iwanowskoje, Gouvernement Moskau; † 25. Mai 1924 in Moskau) war eine russische Malerin, die zur russischen Avantgarde zählt. Sie arbeitete im Stil des Kubofuturismus und des Konstruktivismus.

## Leben
Ljubow Popowa wurde 1889 auf einem Landgut in der Nähe von Moskau geboren. Da sich schon frühzeitig ihre künstlerischen Neigungen zeigten, konnte sie von 1907 bis 1908 ein Studium in den sehr gefragten Privatateliers von Stanislaw Schukowski und Konstantin Juon in Moskau besuchen. 1910 folgte eine Reise nach Italien.
Gemeinsam mit Nadeschda Udalzowa unternahm sie im Jahre 1912 eine Studienreise nach Paris. In Paris arbeitete sie ferner mit Henri Le Fauconnier, Jean Metzinger und André Dunoyer de Segonzac an der Académie la Palette am Montparnasse zusammen. 1913 kehrte Popowa zurück und reiste 1914 nach Frankreich und Italien, wo sie dem Futurismus näher kam.
Sie arbeitete  zusammen mit Wladimir Tatlin, mit dem sie zwischen 1913 und 1916 eine Ateliergemeinschaft im Moskauer Atelier „Der Turm“ hatte. Ihre Arbeiten aus dieser Zeit sind kubofuturistisch geprägt. Sie war Ausstellungsteilnehmerin der Gruppe Karo-Bube in Moskau im Jahr 1914 und nahm 1915 auch an einer Reihe von Ausstellungen teil wie „Tramwaj W“, „Magazin“ und „0,10“. Kurz darauf besuchte Popowa Samarkand. Das Erlebnis der Architektur und der Farben der alten Bauten bewog sie zur „architektonischen Malerei“.
Ab 1918 arbeitete sie als Kunstprofessorin an den SWOMAS und WCHUTEMAS und nahm 1921 an einer Konstruktivistenausstellung 5×5 = 25 teil. 1921 unterschrieben die Popowa und viele ihrer Kollegen ein Manifest, in dem sie sich von der Staffelmalerei lossagten und der Produktionskunst zuwandten. Zusammen mit ihrer Freundin und künstlerischen Weggefährtin Warwara Stepanowa, der Frau Rodtschenkos, arbeitete Popowa die letzten Jahre ihres Lebens für die Erste Staatliche Textilfabrik in Moskau. Sie arbeitete fortan an Buch-, Porzellan- und Textilentwürfen. Ihre dort entstandenen Entwürfe gehören zu den bahnbrechenden Leistungen des modernen Industriedesigns.
Im Jahr 1922 machte sie Szenen- und Kostümentwürfe für Meyerholds Inszenierung von Fernand Crommelyncks Stück Der großmütige Hahnerei. Im selben Jahr wurden ihre Werke bei der Ersten Russischen Kunstausstellung Berlin 1922 in der Galerie Van Diemen gezeigt.
Ljubow Popowa starb am 25. Mai 1924 im Alter von 35 Jahren an Scharlach. Wiederentdeckt wurde Popowa unter anderem durch den Sammler George Costakis, dieser erwarb auch die Raum-Kraft-Konstruktion mit den roten Kreiselementen und schwarzen Linien von dem Stiefsohn von Popowas Bruder. Es diente als Wetterschutz an einem Fenster, und er durfte es erst bergen, nachdem er eine gleich große Sperrholzplatte mitgebracht hatte.

## Werk
Das Gesamtwerk von Ljubow Popowa wird von vielen als ein Kulminationspunkt der russischen Avantgarde angesehen, als ein Werk von herausragender Eigenständigkeit, gleichzeitig in seiner Entwicklung auch als Summe der wichtigsten Experimente, als eine Art künstlerischer Methodologie der russischen Avantgarde insgesamt. Nachhaltig wirkte die Auseinandersetzung mit dem Kubismus, den Popowa erst in Moskau und dann 1912 in Paris zusammen mit Nadeschda Udalzowa kennenlernte. Auch die Auseinandersetzung mit dem Futurismus, den sie bereits vor der Reise nach Italien intensiv studierte, ist wichtig für die Entwicklung der Künstlerin. Insbesondere der Einfluss des italienischen Futuristen Umberto Boccioni, dessen Technisches Manifest der Futuristischen Maler 1914 in Moskau veröffentlicht wurde. So ist in Popowas Bild Sitzender weiblicher Akt die dargestellte Figur vollkommen in den Raum integriert, die Flächen dringen in die Figur ein, deren Dynamik wiederum den ganzen Bildraum erfasst. Eine zweite, kurze Zeit später entstandene Fassung dieses Bildes trägt den Titel Mensch + Luft + Raum und bezieht sich eindeutig auf Boccionis Terminologie. Dieses Bild befindet sich heute in der Tretjakow-Galerie.

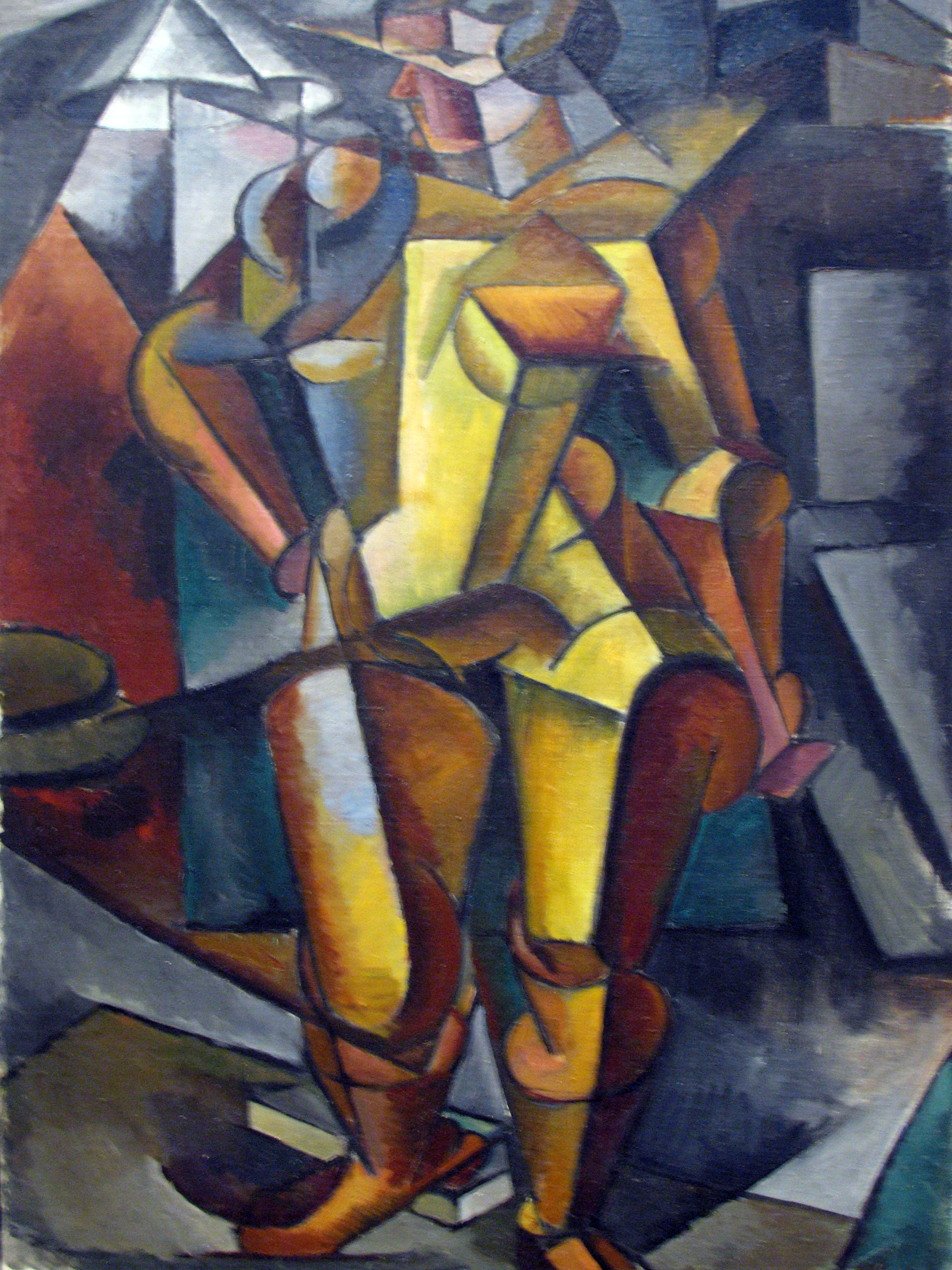
Modell, 1913
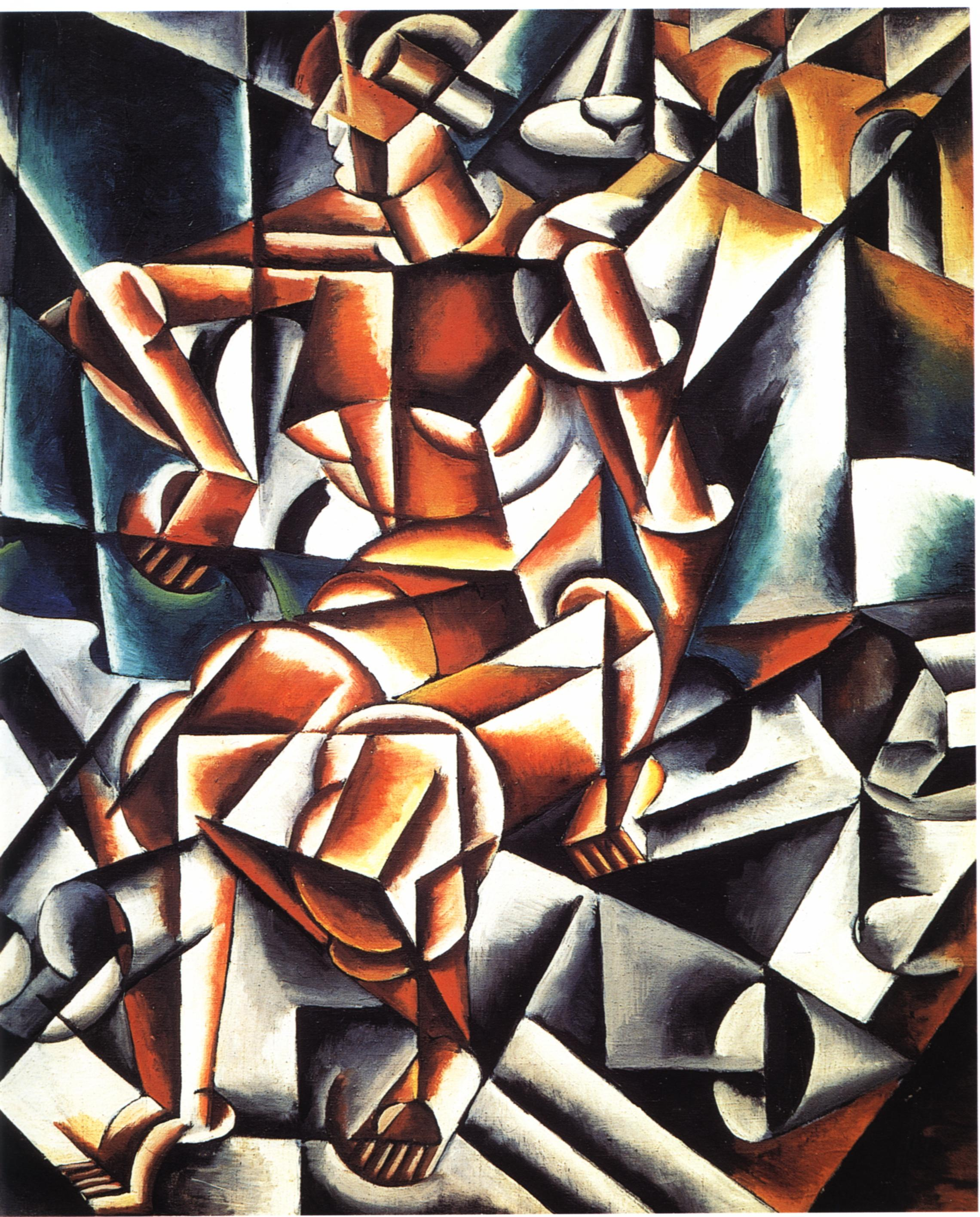
Mensch + Luft + Raum, 1913
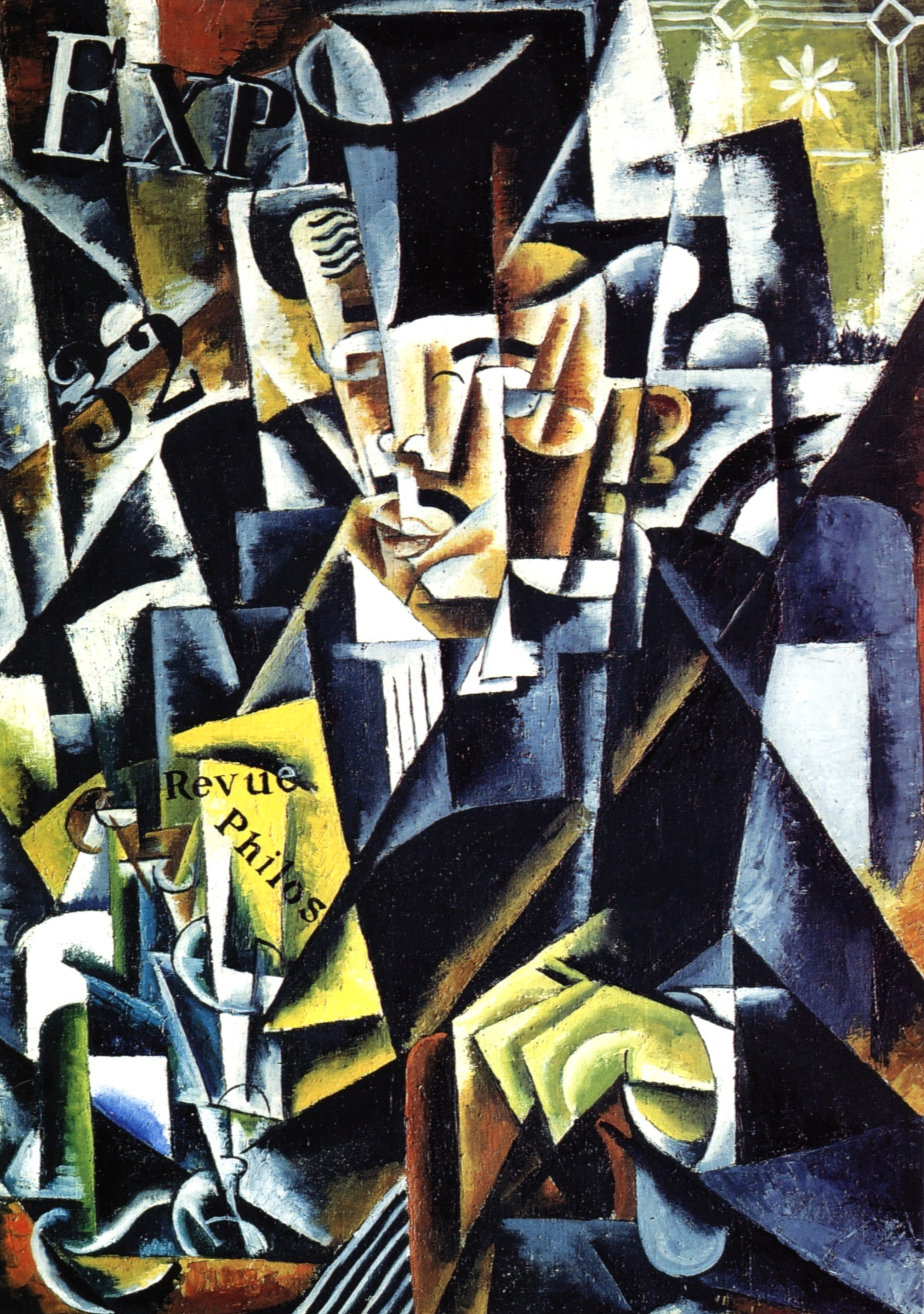
Porträt eines Philosophen, 1915
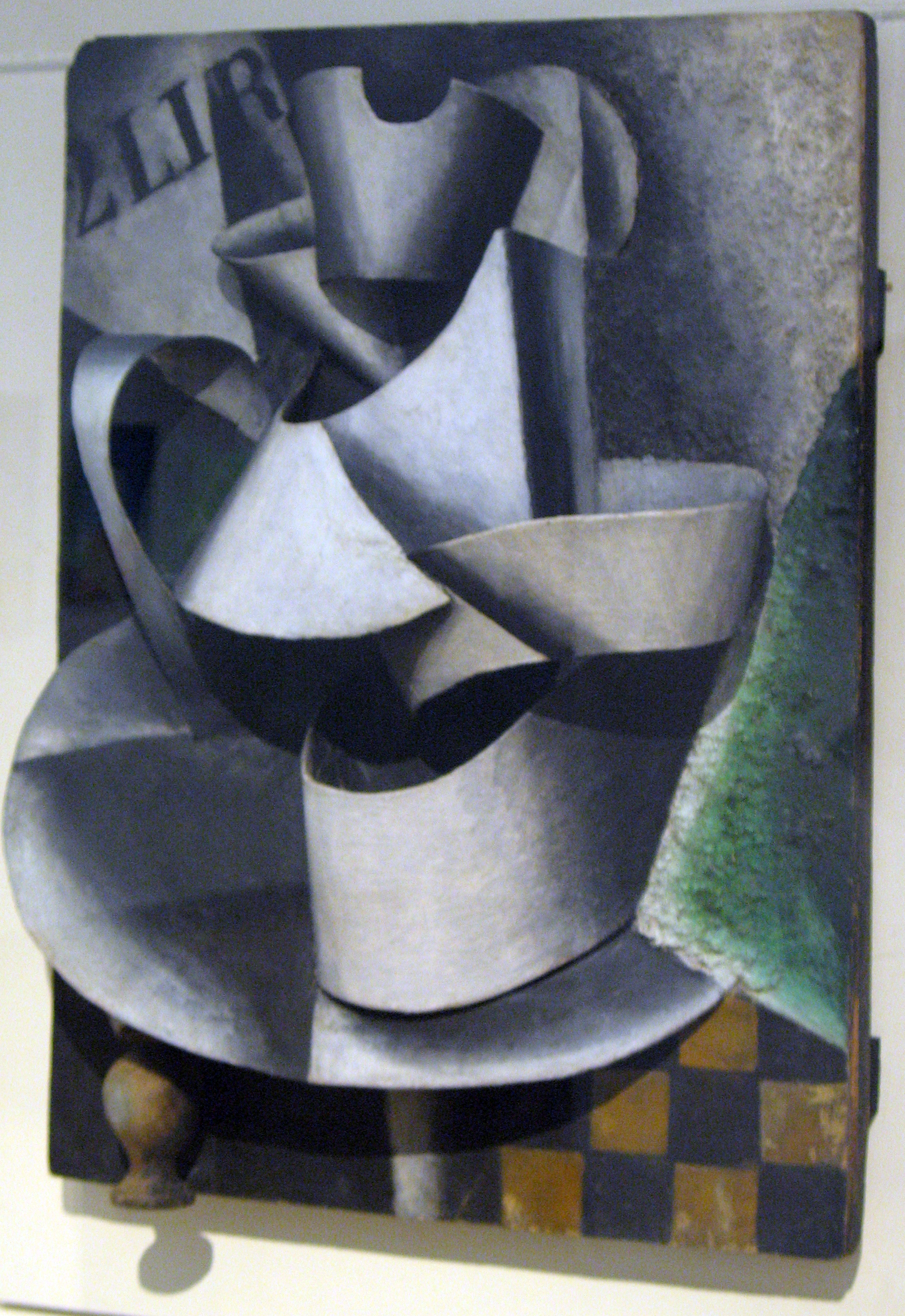
Becher auf einem Tisch, 1915
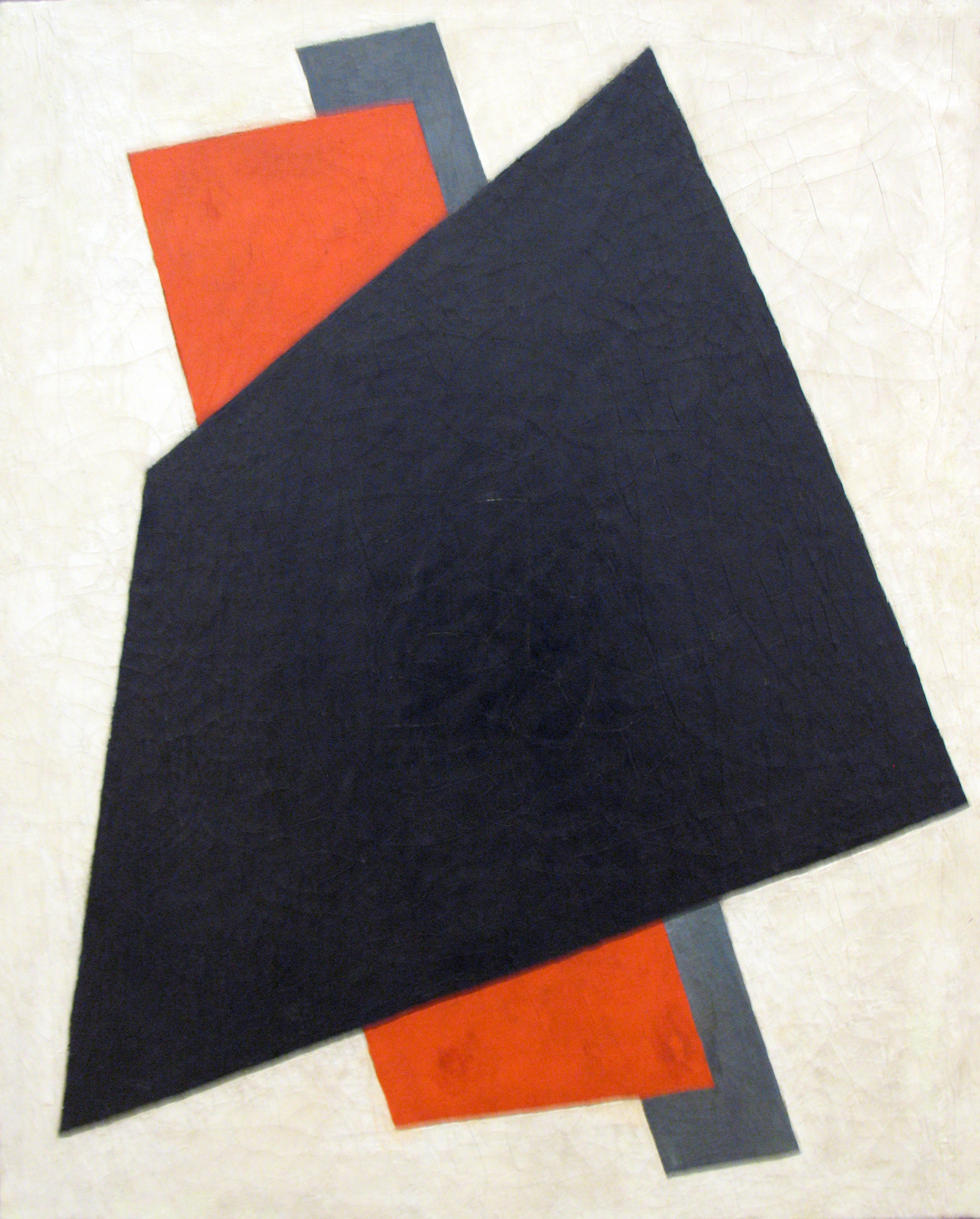
Malerische Architektonisch, um 1916–18
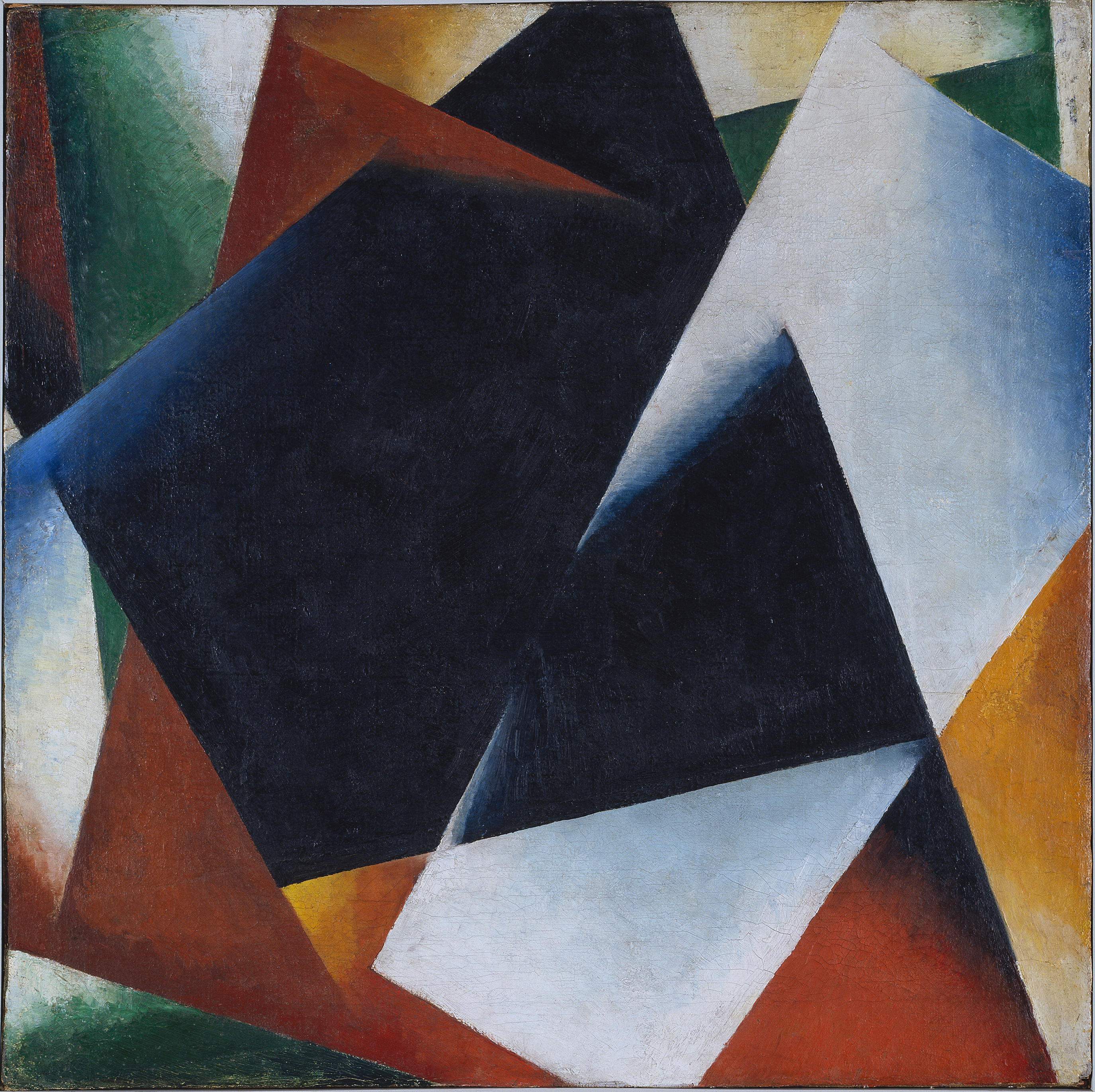
Malerische Architektonik, 1918
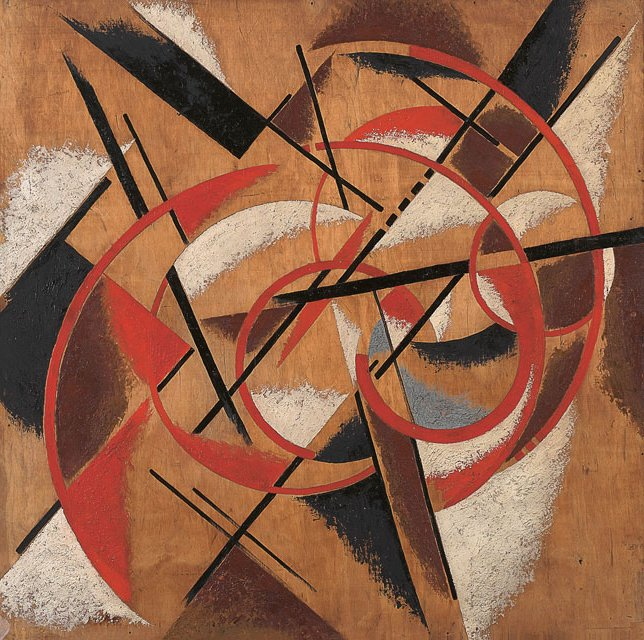
Raum-Kraft-Konstruktion, um 1920–21
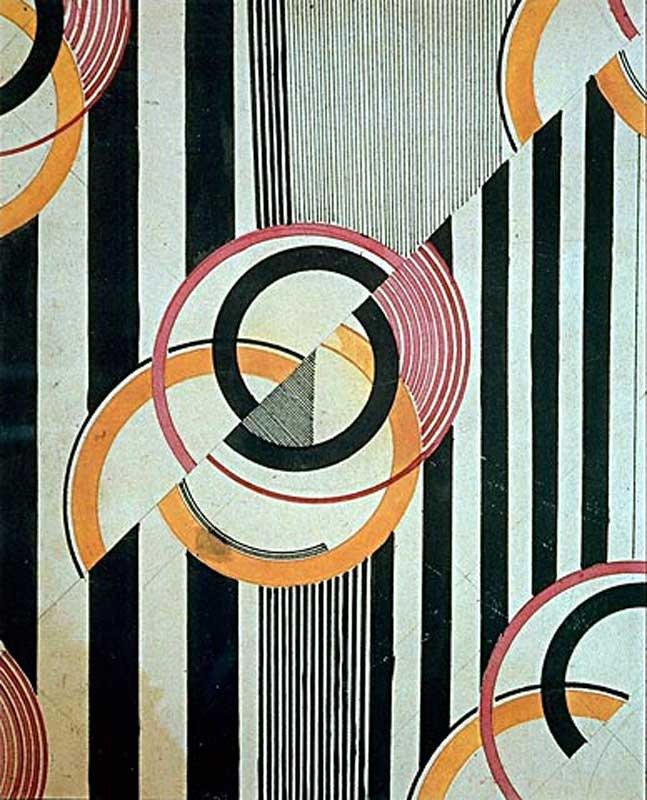
Textilentwurf, um 1921–24